# Joey Fatone

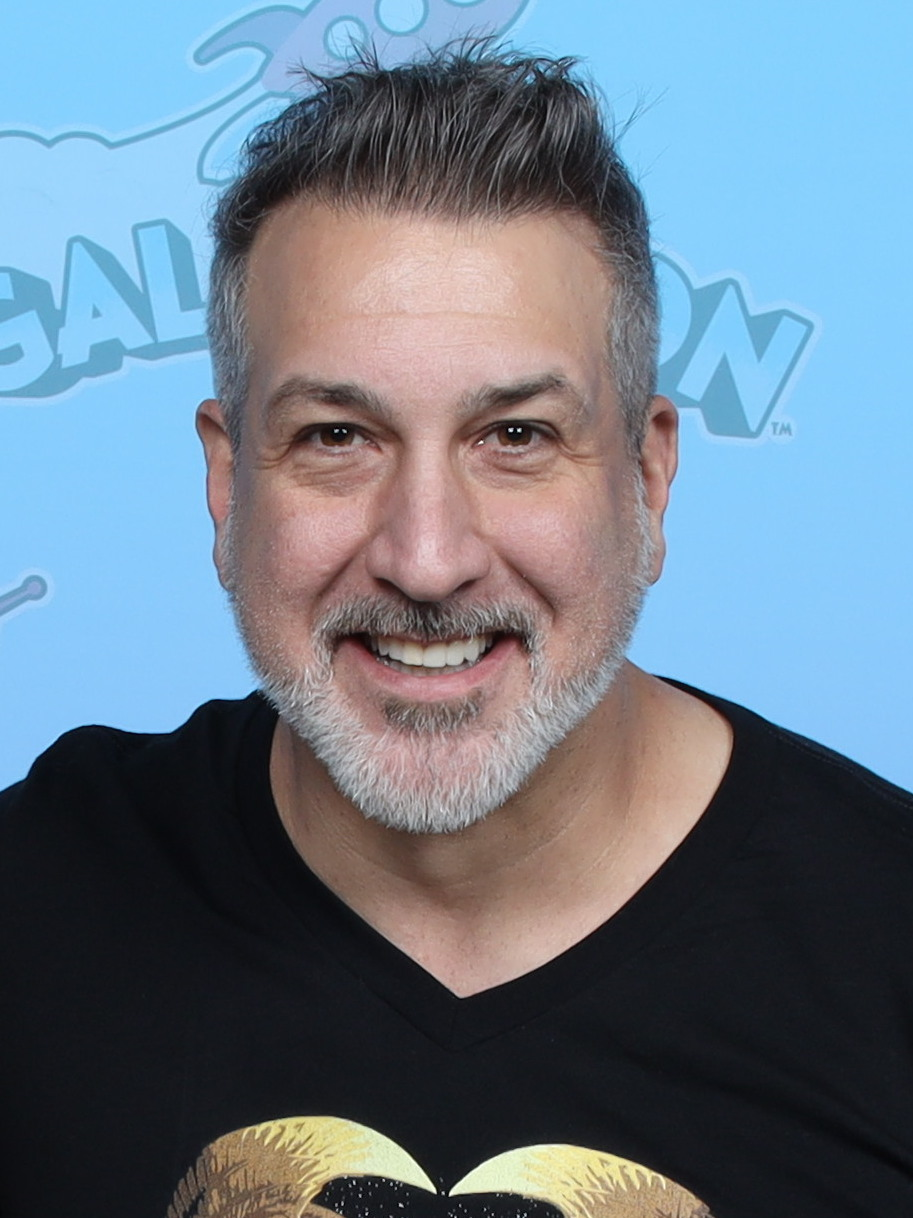
Joey Fatone (2024)

Joseph Anthony Fatone Jr. (* 28. Januar 1977 in Brooklyn, New York) ist ein italienisch-US-amerikanischer Sänger. Er ist ehemaliges Mitglied der US-amerikanischen Boygroup N'Sync.

## Leben
2001 spielte er neben Lance Bass in dem Film On the Line und 2002 in My Big Fat Greek Wedding – Hochzeit auf griechisch mit. Eine Gastrolle hatte er in der 21. Folge der 2. Staffel der TV-Serie Hannah Montana. Weitere Film- und Fernsehproduktionen folgten. 2007 nahm Joey an der vierten Staffel des amerikanischen Formates „Dancing with the Stars“ teil und belegte den zweiten Platz. Im Juni 2008 war Joey Fatone als Moderator der Talentshow The Singing Office zu sehen. Zusammen mit Melanie B (Spice Girls) überraschte er Menschen in Büros, um dort einen spontanen Gesangswettbewerb zu veranstalten. 2016 war in dem Film Dead 7 – Sie sind schneller als der Tod zu sehen.
2019 hatte Fatone einen Cameo-Auftritt in der 4. Staffel der Adult Swim Serie Your Pretty Face Is Going to Hell.
Im Februar 2019 erreichte Fatone in der ersten Staffel der US-amerikanischen Version von The Masked Singer als Rabbit den vierten von insgesamt zwölf Plätzen. Im September 2023 sang er in einer Spezialfolge vor dem eigentlichen Start der zehnten Staffel der US-amerikanischen Version von The Masked Singer zusammen mit dem ehemaligen Teilnehmer Bow Wow im Duett ABC der The Jackson Five. In einer Episode der 13. Staffel präsentierte er einen Hinweis zur Identität der Kandidatin Cherry Blossom (Candace Cameron Bure).
2002 und 2004 trat Fatone als Musicaldarsteller in den Produktionen Rent und Little Shop of Horrors am Broadway in New York City auf. 2025 kehrte er nach über 20 Jahren an den Broadway zurück und spielte die Rolle des Lance Du Bois im Musical & Juliet. In dieser Rolle verarbeitet er auch seine eigene Boyband-Vergangenheit und singt unter anderem Backstreet-Boys-Songs.
Fatone ist seit 9. September 2004 verheiratet und hat mit seiner Gattin zwei Töchter.

## Filmografie
- 2016: Dead 7 – Sie sind schneller als der Tod (Dead 7)